# Orion (stjärnbild)
För andra betydelser, se Orion (olika betydelser).
Orion (samma på latin) är en av stjärnhimlens bäst kända stjärnbilder. Den sträcker sig över himmelsekvatorn. Den är en av de 88 moderna stjärnbilderna som erkänns av den Internationella Astronomiska Unionen.

## Historik
Orion var en av de 48 konstellationerna som listades av den antike astronomen Ptolemaios i hans samlingsverk Almagest.

## Mytologi
Orion var en jättelik jägare i grekisk mytologi. Berättelserna om Orion är mycket olika varandra och flera olika historier existerar om hur han blev en stjärnbild.
En historia berättar att gudinnan Artemis dödade honom av svartsjuka, en annan att hon blev lurad av den svartsjuke Apollon att döda honom. Ännu en berättar att Orion sade att han inte var rädd för några varelser på jorden. Då skickade gudarna en skorpion som stack ihjäl honom. Därefter blev både Orion och Skorpionen stjärnbilder.

## Allmänt

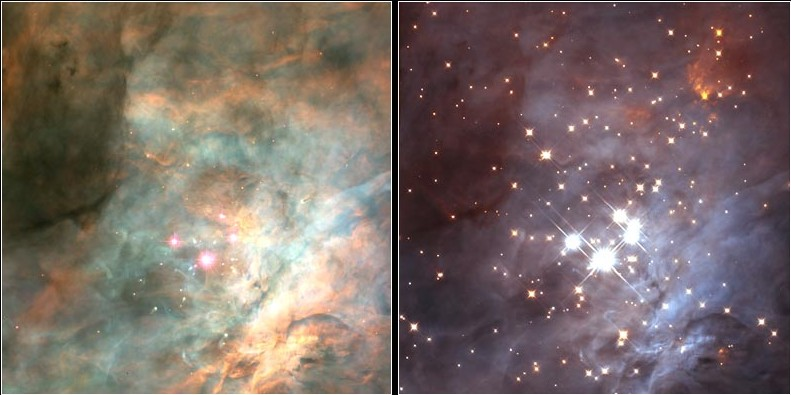
Trapetset i Orion i infrarött och synligt ljus.

Orion är full av ljusstarka stjärnor, i flera fall mycket luminösa stjärnor av B- och O-typ.
Orion är en av de få stjärnbilderna där många av stjärnorna ligger nära varandra i rummet; åtskilliga av dess luminösa stjärnor utgör en så kallad OB-association av stjärnor med liknande rörelseriktning genom Vintergatan, och som en gång bildades i närheten av varandra. 
Orion är också hemvist för flera stjärnbildningsområden, dels den spektakulära Orionnebulosan (M42), klart synlig för blotta ögat om förhållandena är de rätta, med multipelstjärnan (fyra stjärnor) Trapetset i Orion i centrum. Där finns också T-Tauri-associationer, som är osynliga i synligt ljus, men synliga i infrarött. I Orionnebulosan finns det många Bok-globuler, där en del utgör protoplanetariska skivor runt nybildade stjärnor som fortfarande är insvepta i döljande stoft.

## Angränsande stjärnbilder

Från Orion är det lätt att identifiera andra stjärnor. Man kan lokalisera alla stjärnor i Vintersexhörningen genom att utgå från Orion. Om man följer bältets linje mot sydväst så hittar man Sirius, himlens ljusaste stjärna. Förlänger man bältets linje mot nordöst hittar man Aldebaran. Om man förlänger linjen mellan Rigel och Betelgeuse mot nordväst hittar man Castor och Pollux, de ljusstarkaste stjärnorna i stjärnbilden Tvillingarna, och förlänger man linjen från sydvästra stjärnan upp genom den nordöstra kommer man till Capella. Följer man slutligen Betelgeuse västerut så hittar man Procyon i Lilla hunden.

## Stjärnor

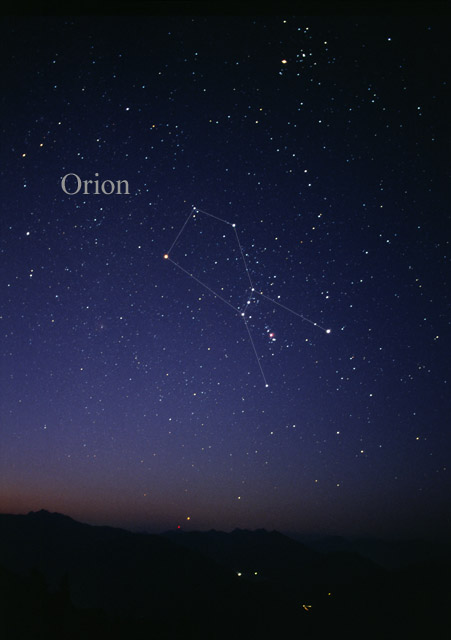
Stjärnbilden Orion som den kan ses med blotta ögat.

Det finns gott om ljusstarka stjärnor i konstellationen. Därför blir uppräkningen av flertalet med Bayer-beteckning summarisk. 
De ljusstarkaste stjärnorna i stjärnbilden är Betelgeuse (α Orionis), Rigel (β Orionis), Bellatrix (γ Orionis) och Saiph (κ Orionis). Betelgeuse lyser med ett rödaktigt sken, och även om den betecknas som α-stjärna (enligt Bayer-beteckning), är den något ljussvagare än Rigel. 
De tre stjärnorna i Orions bälte heter Alnitak (ζ Orionis), Alnilam (ε Orionis) och Mintaka (δ Orionis).
I övrigt kan nämnas:
- Heka eller Meissa – Lambda Orionis är en dubbelstjärna med magnitud 5,61.
- Hatsya – Jota Orionis som är den ljusaste stjärnan i Orions svärd, med magnitud 2,77.
- Fi Orionis betecknar två stjärnor som är åtskilda med 0,71 båggrader, Fi-1 Orionis och Fi-2 Orionis. Deras magnitud är 4,39 respektive 4,09.
- Pi Orionis är en grupp på sex stjärnor som bygger Orions sköld.
  - Pi-1 Orionis (7 Orionis) med magnitud 4,60.
  - Pi-2 Orionis (2 Orionis) magnitud 4,35.
  - Tabit – (Pi-3 Orionis eller 1 Orionis), är den ljusstarkaste av de sex.
  - Pi-4 Orionis (3 Orionis) har magnitud 4,69.
  - Pi-5 Orionis (8 Orionis) har magnitud 3,70.
  - Pi-6 Orionis (10 Orionis) har magnitud 4,45.
- Eta Orionis har flera namn: Saiph (som den delar med Kappa Orionis), Algjebbah och Ensis. Stjärnan är en Beta Lyrae-variabel med magnitud 3,38.

### Några fakta om de ljusstarkaste stjärnorna
| Egennamn   | Solradie | Skenbar magnitud             | ~avstånd (ljusår) |
| ---------- | -------- | ---------------------------- | ----------------- |
| Betelgeuse | 667      | 0,43                         | 643               |
| Rigel      | 78       | 0,18                         | 772               |
| Bellatrix  | 7,0      | 1,62                         | 243               |
| Mintaka    | ?        | 2,23 (3,2/3,3) / 6,85 / 14,0 | 900               |
| Alnilam    | 26       | 1,68                         | 1359              |
| Alnitak    | 20       | 1,70/~4/4,21                 | 800               |
| Saiph      | 11       | 2,06                         | 724               |

## Djuprymdsobjekt

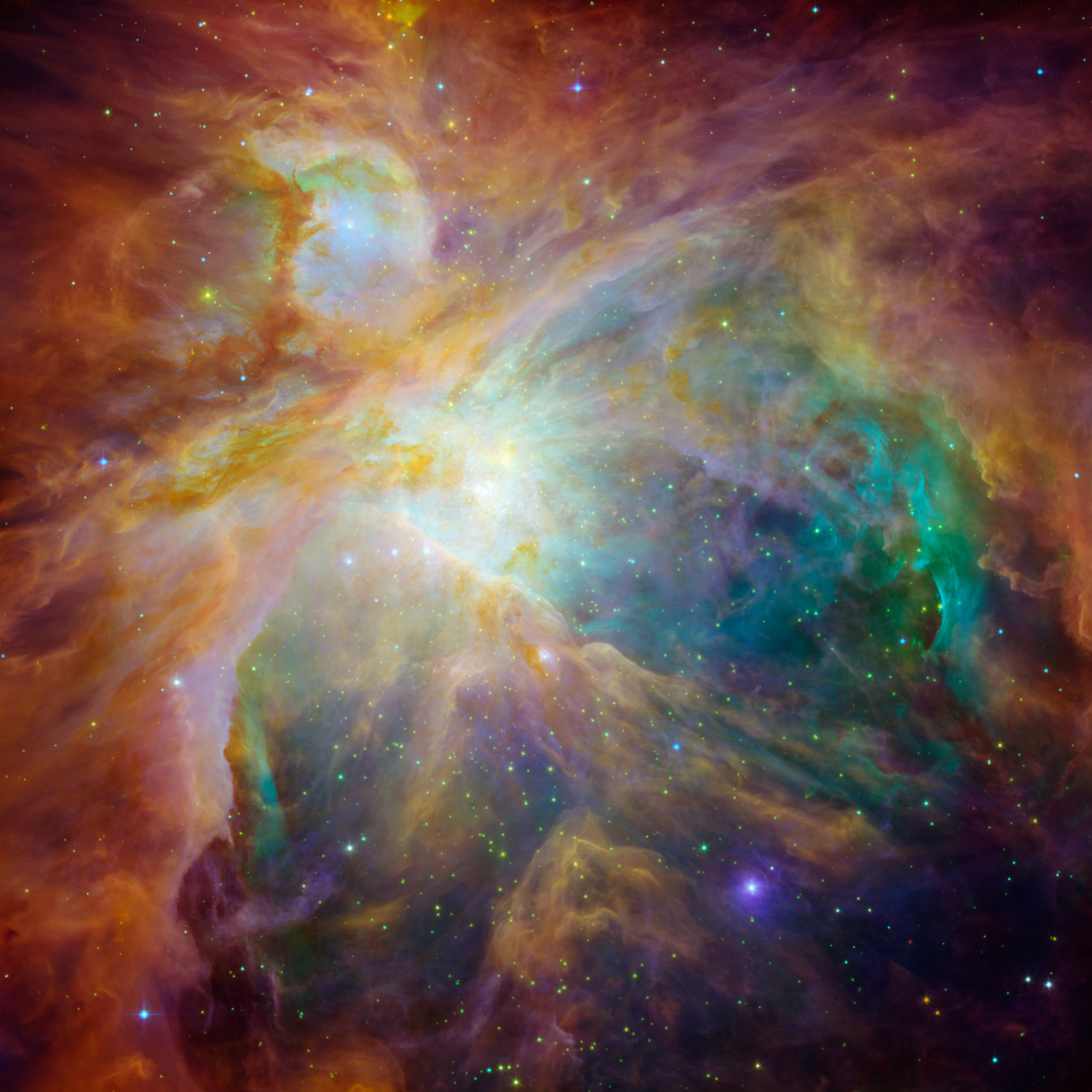
Orionnebulosan, M 42

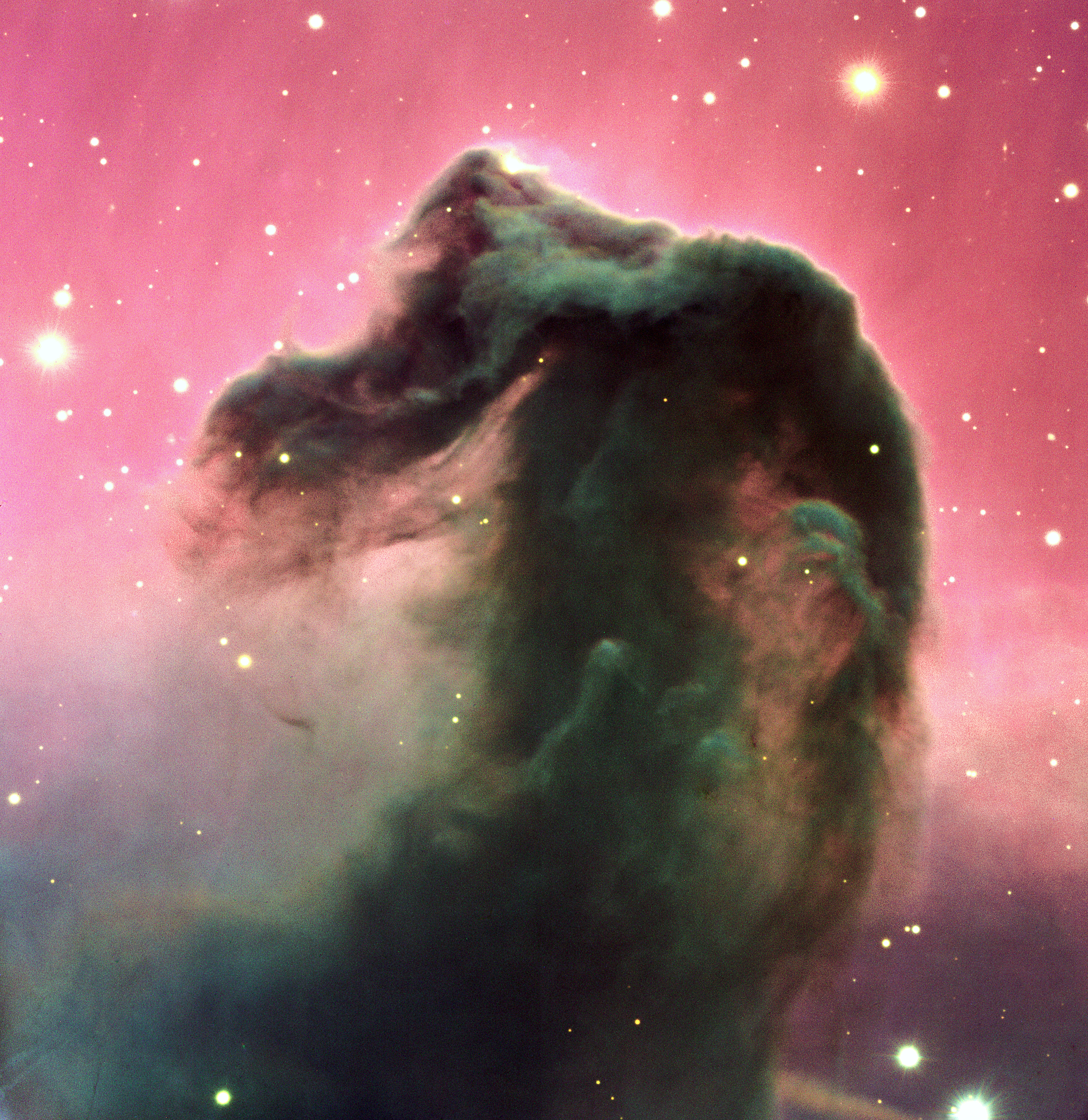
Hästhuvudnebulosan

### Stjärnhopar
- NGC 1981 är en öppen stjärnhop av magnitud 4,2.
- NGC 2169 är en öppen stjärnhop med magnitud 5,9. Den kallas ibland 37-hopen för att den liknar talet 37.

### Nebulosor
- Orionnebulosan (Messier 42 eller NGC 1976) är en ljusstark nebulosa som är möjlig att se för blotta ögat (magnitud 4,0). Den är både en emissionsnebulosa och en reflektionsnebulosa.
- Messier 43 (NGC 1982) är en diffus emissionsnebulosa som ligger nordost om M42. Den kallas också De Mairans nebulosa efter den franske astronom som upptäckte den 1731.
- Messier 78 (NGC 2068) är en reflektionsnebulosa.
- NGC 2024 (Sh 2-277) är en emissionsnebulosa som lyses upp av Alnitak.
- Hästhuvudnebulosan (Barnard 33) är en berömd mörk nebulosa, söder om Alnitak.[6]
- Sh 2-279 är en reflektionsnebulosa av magnitud 7,0. Nebulosan består av NGC1973, NGC1975 och NGC1977.

## Landskapsstjärnbild
Orion är Gotlands landskapsstjärnbild.